# Роберт Альмер
Роберт Альмер (нім. Robert Almer; нар. 20 березня 1984, Брук-ан-дер-Мур) — австрійський футболіст, воротар клубу «Аустрія» (Відень) та національної збірної Австрії.

## Клубна кар'єра
Народився 20 березня 1984 року в місті Брук-ан-дер-Мур. Вихованець футбольної школи клубу «Штурм» (Грац) Він вдало проявив себе на молодіжному рівні, але в основу пробитися так і не зміг.

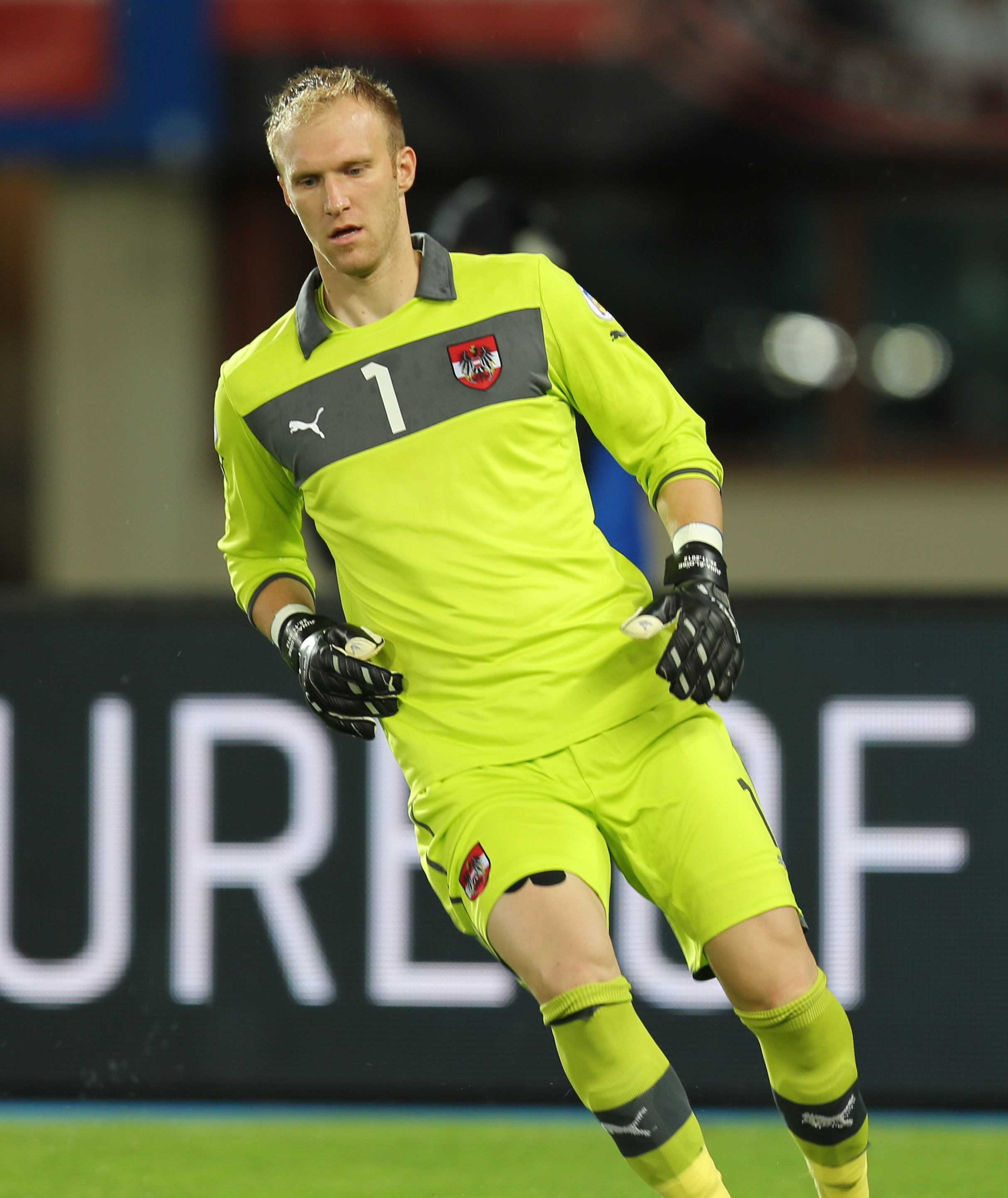
Альмер у складі збірної Австрії. 10 вересня 2013 року.

У 2002 році Роберт перейшов у віденську «Аустрію», але і там не зміг стати основним голкіпером і на правах оренди виступав за нижчолігові «Унтерзібенбрунн», «Альтах» та «Леобен», після чого у сезоні 2005/06 захищав кольори дублюючої команди «Аустрії» у другому за рівнем дивізіоні країни.
У 2006 році в пошуках ігрової практики Альмер перейшов в «Маттерсбург», де провів два сезони, після чого повернувся в «Аустрію». У 2009 році Роберт допоміг віденському клубу виграти Кубок Австрії, зігравши в тому числі і у вирішальному матчі проти «Адміри Ваккер». Наступного сезону Альмер остаточно програв конкуренцію Сабольчу Шафару і в 2011 році покинув команду.
Новим клубом Роберта стала німецька «Фортуна» з Дюссельдорфа. 10 вересня в матчі проти «Карлсруе» він дебютував у Другій Бундеслізі. За підсумками сезону Альмер разом з командою вийшов в еліту. 15 вересня 2012 року в поєдинку проти «Штутгарта» Альмер дебютував у Бундеслізі. Проте Роберт не був основним воротарем і цей матч залишився для нього єдиним в елітному німецькому дивізіоні.
Влітку 2013 року Альмер покинув команду з Дюссельдорфа і перейшов в «Енергі Котбус». 22 липня в матчі проти свого колишнього клубу «Фортуни» Альмер дебютував за нову команду у матчі Другої Бундесліги.
Влітку 2014 року Роберт перейшов в «Ганновер 96», ставши дублером Рона-Роберта Цилера. За сезон Альмер не зміг виграти конкуренцію за місце основного воротаря і не зігравши жодного матчу влітку 2015 року повернувся в «Аустрію». Відтоді встиг відіграти за віденську команду 22 матчі в національному чемпіонаті.

## Виступи за збірну
У складі юнацької збірної Австрії Альмер посів четверте місце на юнацькому (U-19) чемпіонаті Європи 2003 року у Ліхтенштейні.
15 листопада 2011 року дебютував в офіційних іграх у складі національної збірної Австрії в товариському матчі проти збірної України (1:2).
У складі збірної був учасником чемпіонату Європи 2016 року у Франції, на якому зіграв в усіх трьох матчах і пропустив 4 голи, а австрійці зайняли останнє місце і не вийшли з групи.
Наразі провів у формі головної команди країни 31 матч.

## Досягнення
- Володар Кубка Австрії: 2008/09